# Phylloscopus xanthodryas
El mosquitero de Swinhoe (Phylloscopus xanthodryas) es una especie de ave paseriforme de la familia Phylloscopidae propia de Japón y el sudeste asiático. Anteriormente se consideraba una subespecie del mosquitero boreal (Phylloscopus borealis).

## Distribución
El mosquitero de Swinhoe es un pájaro migratorio que cría en el archipiélago japonés, menos en Hokkaido, y migra al sur para pasar el invierno en el archipiélago malayo y Taiwán.